# Nozay (Essonne)
Nozay település Franciaországban, Essonne megyében. Lakosainak száma 4465 fő (2022. január 1.). Nozay Villejust, Saulx-les-Chartreux, La Ville-du-Bois, Montlhéry és Marcoussis községekkel határos.

## Népesség
A település népességének változása:
| Lakosok száma | 4778 | 4780 | 4816 | 4642 | 4577 | 4511 | 4490 | 4482 | 4465 |
|               | 2013 | 2015 | 2016 | 2017 | 2018 | 2019 | 2020 | 2021 | 2022 |